# R-K-selektion
| r-strategi                    | K-strategi                     |
| ----------------------------- | ------------------------------ |
| familjeegenskaper             |                                |
| stor kullstorlek              | liten kullstorlek              |
| kort tid mellan födslar       | lång tid mellan födslar        |
| riklig avkomma                | fåtalig avkomma                |
| hög barnadödlighet            | låg barnadödlighet             |
| liten familjeomsorg           | omfattande familjeomsorg       |
| individuella egenskaper       |                                |
| snabb könsmognad              | långsam könsmognad             |
| tidig sexuell reproduktion    | sen sexuell reproduktion       |
| kort liv                      | långt liv                      |
| stor reproduktiv insats       | liten reproduktiv insats       |
| högt energiutnyttjande        | lågt energiutnyttjande         |
| liten hjärna / kroppsvikt     | stor hjärna / kroppsvikt       |
| populationsegenskaper         |                                |
| opportunistiska utnyttjare    | konsistenta utnyttjare         |
| spridd kolonisering           | stabil habitering              |
| starkt varierande population  | stabil populationsstorlek      |
| liten konkurrens              | stor konkurrens                |
| sociala system                |                                |
| begränsad social organisation | omfattande social organisation |
| låg altruism                  | hög altruism                   |
| Källor                        |                                |

r/K-selektion är en biologisk teori som säger att en organism antingen kan maximera sin avkommas överlevnadschanser till priset av att antalet ättlingar blir litet eller producera så många avkomlingar som möjligt varav få överlever.

## K-selektion
En stabil miljö leder till att  individer som fortplantar sig långsamt men med stor investering per avkomma gynnas. Dessa tenderar att ha längre generationstider, längre liv, färre avkomma, större kroppar, större hjärnor, och vara territoriella. Reproduktionsorganen tar upp en mindre del av kroppen och de tillbringar mindre tid åt att reproducera sig. 
Termen K-selektion är en relativ term. Människor och elefanter är exempel på arter som tillhör de allra mest K-selekterade i förhållande till alla andra däggdjur.

## r-selektion
En instabil miljö selekterar för individer som fortplantar sig snabbt men med liten biologisk investering per avkomma. Relativt närbesläktade arter tenderar r-selekterade organismer att ha kortare generationer kortare liv, mer talrik avkomma, mindre hjärnor och enklare sociala system. Reproduktionsorganen tar upp en större del av kroppen och de tillbringar mer tid åt att reproducera sig. 
Termen r-selektion är en relativ term. Möss och hamstrar är exempel på r-selekterade arter i förhållande till andra däggdjur.

## Översikt
Olika selektiva tryck evolutionen i två riktningar: mot r- eller K-selektion. Termerna kommer från ekologisk algebra, såsom illustreras i den enkla Verhulsts ekvation inom populationsdynamiken:
{\displaystyle {\frac {dN}{dt}}=rN\left(1-{\frac {N}{K}}\right)\qquad \!}
där r (förkortning av ratio) är populationstillväxten hos populationen (N), och K (förkortning av tyska:Kapazitätsgrenze)  är antalet individer ekosystemets resurser räcker till. Derivatan dN/dt är populationens förändring över tid.
Typiskt sett utnyttjar r-selekterade arter tomma ekologiska nischer, och får riklig avkomma varav var och en har relativt liten chans att överleva till vuxen ålder. I motsats är K-selekterade arter starka konkurrenter i redan fyllda nischer och investerar mer i en mindre talrik avkomma, varav varje individ har relativt större chans att överleva till vuxen ålder. I den vetenskapliga litteraturen refereras r-selekterade arter ibland som "opportunistiska", medan K-selekterade arter beskrivs som "jämviktsarter"..